# Větrný
Větrný är ett berg i Tjeckien.   Det ligger i regionen Södra Böhmen, i den sydvästra delen av landet, 140 km söder om huvudstaden Prag. Toppen på Větrný är 1 051 meter över havet, eller 70 meter över den omgivande terrängen. Bredden vid basen är 1,3 km.
Terrängen runt Větrný är huvudsakligen lite kuperad.Runt Větrný är det glesbefolkat, med 16 invånare per kvadratkilometer. Närmaste större samhälle är Volary, 3,7 km väster om Větrný. I omgivningarna runt Větrný växer i huvudsak blandskog.